# Богденко, Валентин Лукич
Валентин Лукич Богденко (1 мая (18 апреля)1903 — 25 октября 1995) — советский военно-морской деятель, вице-адмирал (08.07.1945).

## Биография
Родился в русской крестьянской семье. Вступил в селькую ячейку комсомола и участвовал в гражданской войне с 1919, был бойцом уездного отряда особого назначения. Окончил уездную совпартшколу в 1920, рабфак при Московском институте путей сообщения в 1923. В РККФ с 17 октября 1923, был призван Ленинградским районным военкоматом, служил на крейсере «Аврора». В 1926 окончил Военно-морское училище им. М. В. Фрунзе, а в 1937 Военно-морскую академию им. К. Е. Ворошилова. В 1926-1932 служил на кораблях Балтийского флота и Амурской военной флотилии. В 1929 участвовал в боевых действиях во время конфликта на КВЖД. В 1937-1938 участвовал в гражданской войне в Испании. В 1938-1943 начальник штаба Тихоокеанского флота, а в 1943-1944 начальник оперативного управления Главного штаба ВМФ СССР. В 1944 находился в составе делегации, направленной для подписанию соглашения о перемирии с Румынией. В 1944-1946 помощник председателя Союзной контрольной комиссии в Румынии. В 1946-1948 военно-морской представитель СССР в военно-штабном комитете Совета безопасности ООН в Нью-Йорке. В 1949-1953 начальник управления военно-морских учебных заведений и старший морской начальник в Ленинграде. С 1954 начальник Высшего военно-морского училища им. М. В. Фрунзе. С мая 1965 в отставке. Умер 25 октября 1995, похоронен на Серафимовском кладбище.

### Звания
- 4 июня 1940 — контр-адмирал;[6]
- 8 июля 1945 — вице-адмирал.

### Награды
Награждён орденом Ленина, четырьмя орденами Красного Знамени, орденами Ушакова 2-й степени, Нахимова 1-й степени, Отечественной войны 1-й степени, Красной Звезды, медалями, среди которых польской  медалью  «За  вашу  и  нашу  свободу».